# Kristiansand
Kristiansand (norsky  kristjɑnˌsɑn) (dříve Christianssand) je město v Norsku a správní město kraje Agder.
K 21. únoru 2023 zde žilo 115 569 obyvatel; jde o páté největší norské město a největší město regionu Sørlandet. V celém kristiansandském regionu bylo pak registrováno celkem 137 572 obyvatel (2009). Město Kristiansand je také druhým největším přístavem v Norsku a má i své mezinárodní letiště.

## Historie
Již ve 13. a 14. století se v místě dnešního Kristiansandu, u ústí řeky Otra, nacházel rušný přístav a rybářská osada. V letech 1630 a 1635 místo navštívil dánský král Kristián IV. a v roce v roce 1641 založil na protilehlém písečném břehu Otry (Sanden) město Kristiansand. Bylo založeno v renesančním stylu a jako obchodní středisko, aby podnítilo rozvoj této strategicky velice důležité oblasti. Král mu také udělil různá obchodní privilegia a na 10 let město osvobodil od placení daní. Centrum města se nazývá Kvadraturen podle původního přísně pravoúhlého uspořádání ulic.

## Současnost
Ve východní části města se nachází Kristiansand dyrepark, zdejší zoologická zahrada. Je zde umístěno velké množství druhů zvířat, z velké části v přírodních výbězích. Každý rok se zde v červenci pořádá Quart festival – několikadenní hudební festival, největší akce svého druhu pořádaná v Norsku.
Ve městě se také nachází Agderská univerzita a tak přes akademický rok v městě Kristiansand pobývá dalších 6500 studentů. Adgerská univerzita je pátá největší v Norsku a nabízí studium celkem na pěti fakultách: Humanitní a pedagogické, Ekonomických a sociálních věd, Umění, Strojírenské a Fakultě zdraví a sportu.

## Osobnosti města
- Henrik Wergeland (1808–1845), norský spisovatel a básník
- Andreas Thorkildsen (* 1982), norský atlet, dvojnásobný olympijský vítěz, mistr světa a mistr Evropy v hodu oštěpem

## Partnerská města
- Hjørring, Dánsko
- Kerava, Finsko
- Trollhättan, Švédsko
- Gdyně, Polsko
- Münster, Německo
- Orléans, Francie
- Rajshahi, Bangladéš
- Walvis Bay, Namibie

## Galerie

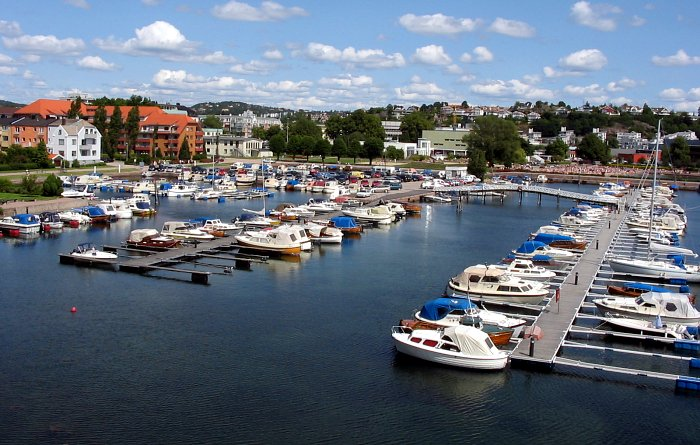
přístav